# Kärt besvär förgäves (film)
Kärt besvär förgäves (originaltitel: Love's Labour's Lost) är en fransk/brittisk/kanadensisk film från 2000 i regi av Kenneth Branagh. Filmen hade svensk premiär den 21 april 2000.

## Handling
Detta är en nyskapande tolkning av Shakespeares 1500-talspjäs Kärt besvär förgäves. Det är en musikal där handlingen är förlagd till 1930-talet, alldeles före andra världskriget, och innehåller sånger av bland andra George Gershwin och Irving Berlin. Flera rollfigurer är tillagda i filmen och förekommer inte i Shakespeares pjäs. För att åskådarna ska kunna hålla reda på vilken herre som hör ihop med vilken dam har damen och herren i ett par samma färg på kläderna.

## Filmmusik
- I get a kick out of you av Cole Porter
- They can' take that away from me av George och Ira Gershwin
- The way you look tonight av Jerome Kern och Dorothy Fields
- Cheek to cheek av Irving Berlin
- I've got a crush on you av George och Ira Gershwin
- Let's face the music and dance av Irving Berlin
- No strings (I'm fancy free) av Irving Berlin
- There's no business like showbusiness av Irving Berlin

## Tagline
- A New Spin on the Old Song and Dance

## Rollista (i urval)
- Alessandro Nivola - Ferdinand, kung av Navarra
- Kenneth Branagh - Berowne, herre i konungens svit
- Matthew Lillard - Longaville, herre i konungens svit
- Adrian Lester - Dumain, herre i konungens svit
- Alicia Silverstone - Prinsessan av Frankrike
- Natascha McElhone - Rosalina, hovfröken
- Emily Mortimer - Catharina, hovfröken
- Carmen Ejogo - Maria, hovfröken
- Richard Clifford - Boyet, herre i prinsessans svit
- Daniel Hill - Mercade, herre i prinsessans svit
- Timothy Spall - Don Adriano De Armado, spanjor
- Anthony O'Donnell - Mal, page hos Don Adriano
- Nathan Lane - Costard
- Stefania Rocca - Jacquette
- Geraldine McEwan - Holofernes, skolmästare
- Richard Briers - Nathanael, präst
- Jimmy Yuill - Dumm, konstapel